# Jevgenyij Vasziljevics Hrunov
Jevgenyij Vasziljevics Hrunov (orosz betűkkel: Евгений Васильевич Хрунов; Prudi, 1933. szeptember 10. – Moszkva, 2000. május 19.) szovjet űrhajós.

## Életpálya
A katonai repülő főiskola elvégzése után 1956-tól repülő tiszt. 1960. március 9-től részesült űrhajóskiképzésben. A Zsukovszkíj Akadémián 1968-ban repülőmérnöki oklevelet szerzett. 1971-ben kandidátusi fokozatot szerzett. Összesen 1 napot, 23 órát és 45 percet töltött a világűrben. 1980. december 25-én búcsúzott az űrhajósok kötelékéből. Az űrhajós központban a külföldi űrrepülések gazdasági kapcsolatának vezetője lett. 1989-ben vonult nyugállományba.
Bélyegen is megörökítették az űrrepülését.

## Űrrepülések
1969-ben a Szojuz–5 űrhajón kutatómérnök. Sikeres összekapcsolódás után Jeliszejev átszállt a Szojuz–4 űrhajóra. Ezen folytatta és fejezte be a szolgálatot.

### Tartalék személyzet
- Voszhod–2 második pilóta
- Szojuz–38 parancsnok

## Szakmai sikerei
Megkapta a Szovjetunió Hőse kitüntetést és a Lenin-rendet.

## Külső hivatkozások
- Jevgenyij Vasziljevics Hrunov. spacefacts.de. (Hozzáférés: 2012. május 1.)
- Jevgenyij Vasziljevics Hrunov. astronautix.com. (Hozzáférés: 2012. május 1.)
- Jevgenyij Vasziljevics Hrunov. warheroes.ru. (Hozzáférés: 2012. május 1.)